# Gobierno de Salvador Allende
El gobierno del presidente Salvador Allende comenzó el 4 de noviembre de 1970 y terminó con el golpe de Estado del 11 de septiembre de 1973. Allende fue elegido presidente de Chile por el Congreso Pleno en su cuarta postulación a la presidencia. Debido a que ninguno de los candidatos había obtenido la mayoría absoluta en las elecciones de 1970, la constitución vigente establecía que la elección debía ser realizada entre los dos candidatos que obtuvieran las más altas votaciones —Allende, con el 36,37 %, y Jorge Alessandri, con el 34,40 %— por el Congreso Pleno, que ratificó la elección de Allende como presidente de Chile por 153 votos sobre 35 de Alessandri.
Salvador Allende gobernó de la mano de la coalición conocida como Unidad Popular, que estaba integrada por el Partido Socialista (PS), Partido Comunista (PC), Partido Radical (PR), Partido Social Demócrata (PSD), Movimiento de Acción Popular Unitaria (MAPU) y Acción Popular Independiente (API).

## La «vía chilena al socialismo» y su programa de gobierno

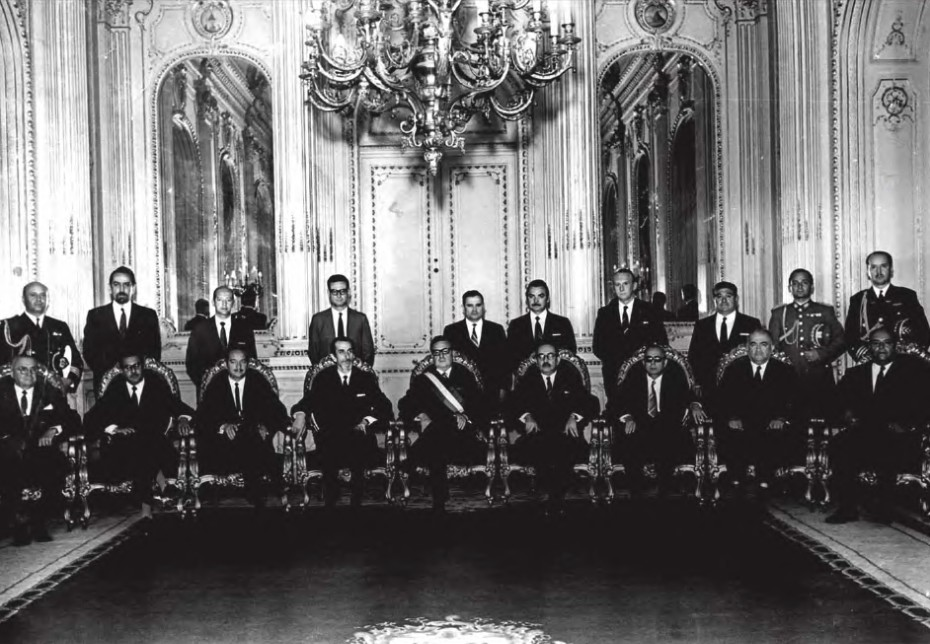
Salvador Allende y su gabinete ministerial en 1970.

Los cambios constitucionales para la transición del capitalismo al socialismo que quería llevar a cabo el gobierno de Salvador Allende han sido denominados como «la vía chilena al socialismo» o como «la vía pacífica al socialismo». El Programa Básico de Gobierno de la Unidad Popular para la candidatura de Salvador Allende contemplaba propuestas organizadas en varios ejes. Dentro de ellas, se encontraban una nueva Constitución política, la creación de una Asamblea del Pueblo, el desarrollo de una economía planificada, la nacionalización de las riquezas básicas en manos de capitales extranjeros y monopolios internos, la creación de un Área Mixta, de un Área Privada y de un Área de Propiedad Social (APS), entre varios puntos. El carácter de la «vía chilena al socialismo» se constituía como una novedad a nivel mundial, pues, hasta ese momento, no existía ninguna experiencia política que abogara por el desarrollo del socialismo por los medios electorales. A pesar de que los partidos aglutinados en la Unidad Popular aceptaron y se sometieron a las reglas de la vía electoral, su objetivo de ganar el poder estatal era crear una nueva institucionalidad acorde a los principios socialistas. En lo referente al Estado y su papel, el programa de gobierno de la Unidad Popular contemplaba tres características:
1. Una transición al socialismo gradual y pacífica
2. El rechazo a la noción de dictadura del proletariado como forma estatal transitoria
3. El afianzamiento del carácter nacional de las ramas de las Fuerzas Armadas chilenas y su integración a tareas sociales y de desarrollo económico

### Área Mixta, Área Privada y Área de Propiedad Social (APS)
Según los parámetros establecidos por el gobierno de Salvador Allende, la economía nacional debía dividirse en tres áreas: el Área de Propiedad Social (APS), el Área Mixta y el Área Privada. En primer lugar, el Área de Propiedad Social (APS) debía el sector dominante de la economía, abarcando aproximadamente a 200 grandes empresas monopólicas y a las empresas estatales. En segundo lugar, el Área Mixta contemplaba a empresas privadas nacionales o extranjeras con participación estatal. En tercer y último lugar, se encontraba el Área Privada, que incluía a una serie de empresas pequeñas y medianas. El APS jugaba un rol crucial dentro del gobierno de Salvador Allende, pues su objetivo era que liberara al país de la dependencia frente al capital extranjero, que orientara la producción para satisfacer las necesidades de la mayoría de la población, que aumentara el empleo, que controlara la inflación, etc.
En aras de cumplir una de las medidas del programa de gobierno de la Unidad Popular denominada «una nueva economía para detener la inflación», optó por nacionalizar empresas estratégicas, A su vez, el número de empresas circunscritas dentro del APS motivó al gobierno de Allende a aplicar un modelo cibernético de gestión conocido como Synco o Cybersyn sistema que resultó de vital importancia para enfrentar los efectos del paro de octubre de 1972. Tanto las empresas del APS como las del Área Mixta estarían bajo la gestión de la CORFO, quienes clasificarían sus empresas en 4 ramas: bienes de consumo, industria ligera, materiales de construcción e industria pesada.
A fines de agosto de 1971, el gobierno de Allende había traspasado las mayores compañías mineras y 68 de las empresas más importantes del sector privado al sector público. Estas medidas se englobaron dentro de la denominada «batalla por la producción», pues, para el gobierno de la Unidad Popular, elevar los niveles de producción industrial era central para el éxito del socialismo chileno.

### Reforma agraria
De acuerdo a las estadísticas mencionadas en el Programa Básico de Gobierno de la Unidad Popular, se menciona que el 50% de la población menor de 15 años sufría de desnutrición, situación que limitaba su capacidad de instruirse. Usando este dato, el programa planteaba que el sistema económico en general y el sistema agrícola en particular era incapaz de alimentar a la población chilena. Sumado a esto, se menciona que los índices de mortalidad infantil y adulta, de analfabetismo y de insalubridad eran marcadamente superiores en las zonas rurales que en las zonas urbanas.En vista de estos puntos, el programa liga todos estos problemas con la existencia del latifundio.
El gobierno de la Unidad Popular recurrió a la Ley 16.640 para sustentar su proyecto de reforma agraria. Esta ley fue enviada por Eduardo Frei Montalva en 1967 y fue promulgada el mismo año.
El gobierno de Salvador Allende se planteó la necesidad de intensificar las expropiaciones de predios que excedieran la cabida máxima establecida (80 hectáreas de riego básicas) al alero de sus propios cauces legales y de su propia planificación. Siguiendo esta línea, este gobierno planteó siete directivas en su programa con respecto a la reforma agraria que se detallan a continuación:

1.- Aceleración del proceso de Reforma Agraria expropiando los predios que excedan a la cabida máxima establecida, según las condiciones de las distintas zonas, incluso los frutales, vitivinícolas y forestales, sin que el dueño tenga derecho preferencial a elegir la reserva. La expropiación podrá incluir la totalidad o parte de los activos de los predios expropiados (maquinarias, herramientas, animales, etc.).

2.- Incorporación inmediata al cultivo agrícola de las tierras abandonadas y mal explotadas de propiedad estatal.
3.- Las tierras expropiadas se organizarán preferentemente en formas cooperativas de propiedad. Los campesinos tendrán títulos de dominio que acrediten su propiedad sobre la casa y el huerto que se les asigne y sobre los derechos correspondientes en el predio indivisible de la cooperativa. Cuando las condiciones lo aconsejen se asignarán tierras en propiedad personal a los campesinos, impulsando la organización del trabajo y de la comercialización sobre bases de cooperación mutua. También se destinarán tierras para crear empresas agrícolas estatales con la tecnología moderna.
4.- En casos calificados se asignarán tierras a los pequeños agricultores, arrendatarios, medieros y empleados agrícolas capacitados para el trabajo agropecuario.
5.- Reorganización de la propiedad minifundiaria a través de formas progresivamente cooperativas de trabajo agrícola.
6.- Incorporación de los pequeños y medianos campesinos a las ventajas y servicios de las cooperativas que operen en su área geográfica.

7.- Defensa de la integridad y ampliación y asegurar la dirección democrática de las comunidades indígenas, amenazadas por la usurpación, y que el pueblo mapuche y demás indígenas se les asegure tierras suficientes y asistencia técnica y crediticia apropiadas.

El proceso de reforma agraria en Chile puede separarse en tres fases: la primera, que tuvo lugar bajo el gobierno de Jorge Alessandri, la segunda, que tuvo lugar bajo el gobierno de Eduardo Frei Montalva y la última, que se desarrolló durante el gobierno de Salvador Allende. Sin embargo, la aplicación de esta última se tornó compleja en este último debido a la polarización entre los sectores que apoyaban la reforma y los que se oponían. También influyeron las diferencias y rivalidades políticas que existían entre los partidos y movimientos políticos que tenían presencia en el campo. Por un lado, el sector antirreforma fue liderado por empresarios, hacendados y latifundistas agrupados en la Sociedad Nacional de Agricultura (SNA), la Confederación Nacional de Empleadores Agrícolas, y la cadena de diarios de El Mercurio. Desde el sector que asumía un seguimiento de las políticas del gobierno se encontraba el Partido Comunista, el Partido Radical y un sector del Partido Socialista. Por otro lado, se encontraban las colectividades políticas que componían el «polo revolucionario», vale decir, el Movimiento de Izquierda Revolucionaria (MIR), la Izquierda Cristiana (IC), el Movimiento de Acción Popular Unitaria (MAPU) y el PS liderado por Carlos Altamirano. El Movimiento de Izquierda Revolucionaria (MIR) mantenía una distancia con respecto a la reforma agraria de la Unidad Popular exigiendo en la Declaración de Linares que se redujera el número mínimo de hectáreas de riego básicas de 80 a 40 para la expropiación de los predios, la expropiación sin indemnización, y la enajenación de todos los bienes que componían la hacienda o fundo expropiado para asegurar la producción. A pesar de este distanciamiento, el Movimiento Campesino Revolucionario (MCR), frente de masas del MIR, 

(...) se hacía partícipe del proceso de Reforma Agraria impulsado por la Unidad Popular, coincidiendo ambos en la necesidad de profundizar el proceso de restitución de tierras usurpadas y acelerar el proceso de expropiaciones para eliminar el latifundio, pero distanciándose rotundamente en el método a utilizar para lograr estos objetivos.

En resumidas cuentas, se presentaba una diferencia sustancial entre las vías que planteaba el gobierno de la Unidad Popular de llevar a cabo una «reforma agraria ordenada» y las que planteaba el MCR, vale decir, de acciones extralegales y de una «salida revolucionaria» para Chile. Siguiendo esta línea, campesinos y militantes del MCR continuaron emprendiendo tomas de fundos y «corridas de cercos» en la provincia de Malleco y en la provincia de Cautín, acciones que venían desarrollando desde poco antes de la asunción de Allende. Estas acciones se amparaban parcialmente en los propios principios de la Ley 16.640, que facilitaba la expropiación de predios que superaran las 80 hectáreas de riego básico y que se encontraban abandonados y/o mal explotados. Cabe plantear la diferenciación entre las tomas de fundos y las «corridas de cercos». Mientras que en las tomas de fundos participaban tanto mapuches como chilenos, en las corridas de cerco participaban mapuches y tenían como propósito restablecer «los deslindes originales de los títulos de merced sobre los fundos o predios aledaños que tenían tierras mapuches usurpadas».
La respuesta por parte de las organizaciones patronales y latifundistas también recrudeció, pues comenzaron a organizar grupos armados denominados «guardias blancas», a instar a sus trabajadores a efectuar ocupaciones de sus predios resistiendo para evitar su expropiación así como a desalojar campesinos de tierras tomadas, En ocasiones, estas acciones tuvieron resultados fatales para los campesinos participantes. Ejemplos de esta situación ocurrieron en diversas localidades de la zona sur de Chile. En Frutillar, tres campesinos fueron asesinados por «guardias blancas» en 1972 en Lautaro, el campesino mapuche Juan Milipán falleció durante un enfrentamiento en la toma del Fundo Brasil Sur mientras que en Loncoche es asesinado el campesino y militante del MIR Moisés Huentelaf durante la toma del Fundo Chesque en 1971.
Al igual que en el gobierno de Eduardo Frei Montalva, las tierras expropiadas eran organizadas de acuerdo a «asentamientos», que eran una forma transitoria de organización agrícola del sector reformado para el manejo y explotación de los predios expropiados. Dado que el gobierno de la Unidad Popular no pudo desarrollar su propia ley de reforma agraria o no pudo definir enmiendas para modificar la Ley 16.640 debido a que no contaba con mayoría parlamentaria, las directrices para la organización de los asentamientos tuvieron diversas fuentes ideológicas y políticas. Esta situación generó que existieran tres expectativas diferentes con respecto a la tenencia de los asentamientos. La primera, la del gobierno, que los consideraba una fase transitoria para el desarrollo de explotaciones agrícolas estatales dentro de una economía planificada. La segunda, que consideraba que los asentamientos debían funcionar como cooperativas campesinas cuya tierra y capital fijo fueran propiedad colectiva de los miembros que la componían y cuyas ganancias fueran distribuidas de forma equitativa. Por última, la tercera esperaba que después de un tiempo los asentamientos se dividirían en explotaciones familiares individuales e independientes.

### Asamblea del Pueblo
Dentro del programa político del gobierno se planteaba la creación de una Asamblea del Pueblo, que sería una cámara única donde se manifestarían y confluirían las diferentes corrientes de opinión y que sería la instancia superior de poder. Bajo este sistema, existirían mecanismos de consulta y revocación de los representantes políticos por parte de sus representados.

### Remuneraciones
El Programa de gobierno de la Unidad Popular contemplaba la creación de un sistema de salarios mínimos de niveles iguales para trabajos iguales sin importar la empresa donde se realizaran estos trabajos. Esta política estaba pensada para ser aplicada en un inicio en el sistema estatal, pero se buscaría extender a todo el sistema económico. De forma similar, se buscaba implementar un sistema de salarios que no discriminara ni entre hombres y mujeres ni según la edad de los trabajadores.

### Vivienda
Un punto del Programa de gobierno de la Unidad Popular abordaba una política habitacional. En primer lugar, este programa proponía ejecutar un plan de edificación de viviendas y la industrialización de su construcción limitando las utilidades de las empresas mixtas y privadas que operaran en el sector. En segundo lugar, en casos urgentes, se asignarían terrenos a las familias para que construyeran sus viviendas con ayuda técnica y con la provisión de los materiales. En tercer lugar, el objetivo central de la política habitacional del mencionado programa era que cada familia llegara a ser propietaria de su propia casa a la par que se limitarían las cuotas y rentas mensuales de los adquirientes al 10% del ingreso familiar como tope.

## El gobierno de Allende en 1971

### La nacionalización del cobre

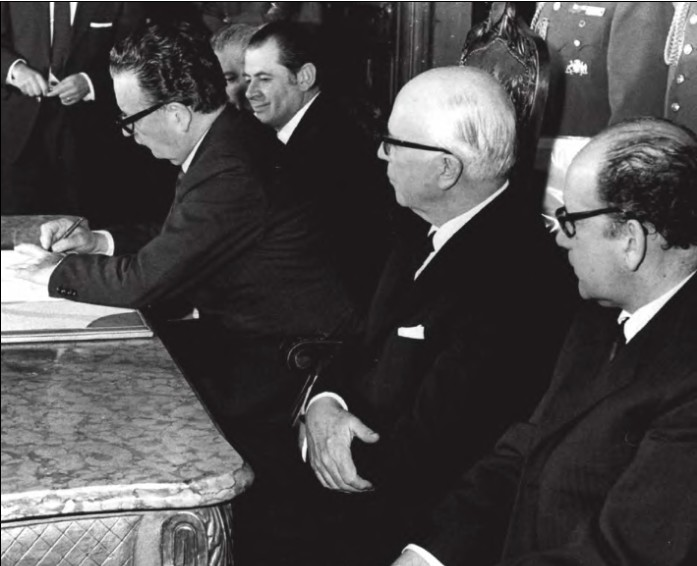
Salvador Allende firma el decreto promulgatorio de la reforma constitucional que da inicio a la nacionalización del cobre

El debate en torno a la nacionalización del cobre había tenido larga data en el contexto chileno. Más específicamente, se remonta a comienzos del siglo XX, cuando las empresas mineras inglesas y estadounidenses establecidas en Chile comenzaron a adquirir un papel preponderante dentro de la extracción de cobre y otros minerales.
El 20 de diciembre de 1970, Salvador Allende envía un proyecto de reforma constitucional cuyo fin era modificar el derecho de propiedad establecido en la Constitución de 1925. Esta modificación tenía el objetivo de introducir en el Artículo n°10 el concepto de "nacionalizar" como una facultad del Estado. El 11 de julio de 1971, se vota por unanimidad en el Congreso Nacional la nacionalización del cobre.

### Visita de Fidel Castro

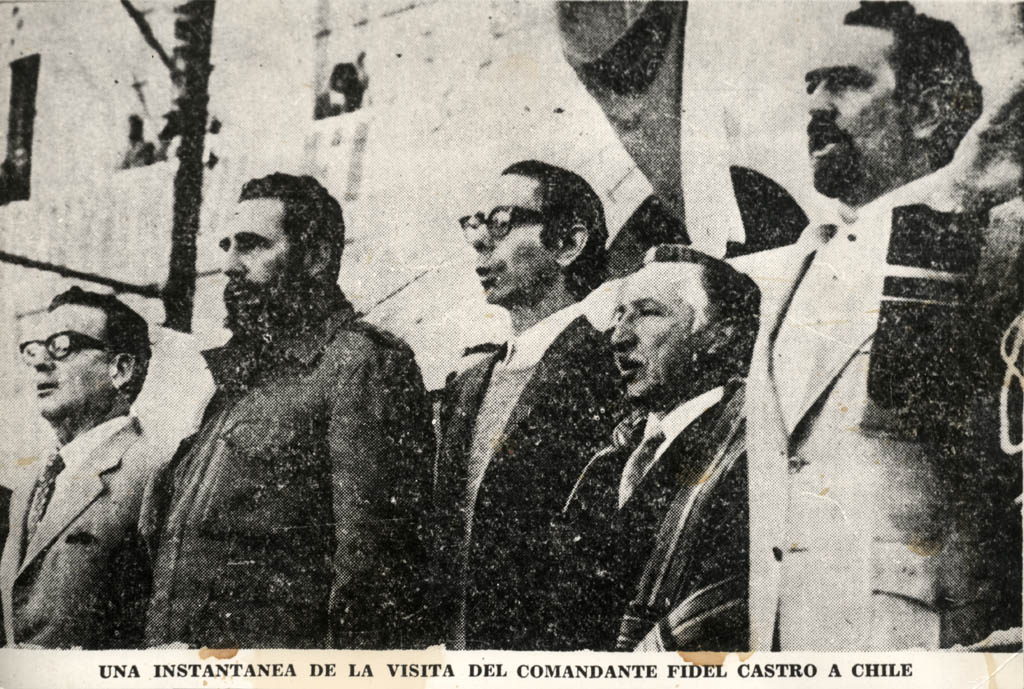
Visita de Fidel Castro a Chile en 1971.

A finales de 1971, Fidel Castro visitó Chile por tres semanas. Recorrió numerosas localidades del país durante 23 días entre el 11 de noviembre y el 2 de diciembre de ese año, realizando una visita a Punta Arenas en compañía de Salvador Allende entre el 21 y el 23 de noviembre. En esta ciudad, Castro fue recibido por una multitud con banderas y siluetas de Ernesto Guevara y frases como "Chile y Cuba. Países libres de América Latina" o "«ENAP saluda al líder cubano". Poco antes de la llegada de Castro a Antofagasta, se registra un bombazo atribuido a Patria y Libertad.
En la visita realizada a Tomé, Castro entrega en su discurso su apreciación sobre el proceso de traspaso de industrias privada al Área de Propiedad Social (APS) en los siguientes términos:

Nos alegramos mucho de ver que tienen ustedes magnificas industrias textiles que ahora son del pueblo, que están produciendo magníficos productos para el pueblo chileno; que tienen industrias madereras, y que tienen distintos tipos de industrias; y que aquí en esta ciudad hay importantes centros de producción social, que hay un importante núcleo obrero, que es un baluarte del movimiento popular chileno y que es un baluarte de la clase obrera chilena.

Ahora ustedes están en todas esas industrias trabajando para quién. ¿Para quién trabajan? Trabajan para Chile, como dijo uno; para el pueblo, como dijo otro; para nosotros, como dijo otro.
Hoy ustedes no trabajan en esas industrias en beneficio de nadie. Hoy ustedes, al igual que los obreros de Lota y Coronel, y al igual que los obreros de Huachipato, trabajan para Chile, trabajan para el pueblo, trabajan para ustedes.

Y ese es en esencia el contenido moral del socialismo: trabajar para el pueblo, trabajar para la patria, trabajar para el hombre y, sobre todo, trabajar para el mañana.

Durante la despedida de Castro en el Estadio Nacional el 1° de diciembre de 1971, se registra en Santiago la denominada "Marcha de las cacerolas vacías" organizada por la oposición política.
La visita de Fidel Castro de 1971 ha sido objeto de interpretaciones históricas. Natalia Ayo interpreta que ésta representó la coexistencia de dos tipos de revolución: la institucional y la revolución por vía armada. A la par, las evidentes contradicciones entre estas dos vías al socialismo se ocultaron durante la visita para fortalecer el futuro imaginado de una América Latina al alero de la denominada "revolución latinoamericana".

Es también en esa fecha que se empiezan a ver los primeros síntomas del desabastecimiento, en especial de azúcar. En privado, el líder revolucionario cubano manifestó su escepticismo ante la vía pacífica de Allende. El 2 de diciembre de 1971, un informe secreto de la CIA despachado a Washington reveló las recomendaciones privadas de Castro a los líderes de la UP. Según el documento, Fidel dijo:

«Existen muy pocas posibilidades de construir un Estado marxista en Chile si no se usa la violencia».[cita requerida]
En el acto de despedida del Estadio Nacional, el dictador cubano, dijo que él y su comitiva:
«no veníamos a aprender cosas caducas en la historia... ya aprendimos bastante de las libertades burguesas y capitalistas».
Agregó:
«No estamos completamente seguros que en este singular proceso el pueblo chileno haya estado aprendiendo más rápidamente que los reaccionarios».
Al despedirse, en el Estadio Nacional, dijo:
«Regreso a Cuba más revolucionario, radical y extremista de lo que vine».

## El gobierno de Allende en 1972
En marzo de 1972, se generó un escándalo político debido al ingreso de cajas con armamento de guerra, como regalo de parte del gobierno cubano al mandatario chileno, camuflados en sacos de azúcar y otras mercaderías provenientes de Cuba, siendo conocidos como los bultos cubanos.

### El paro de octubre de 1972

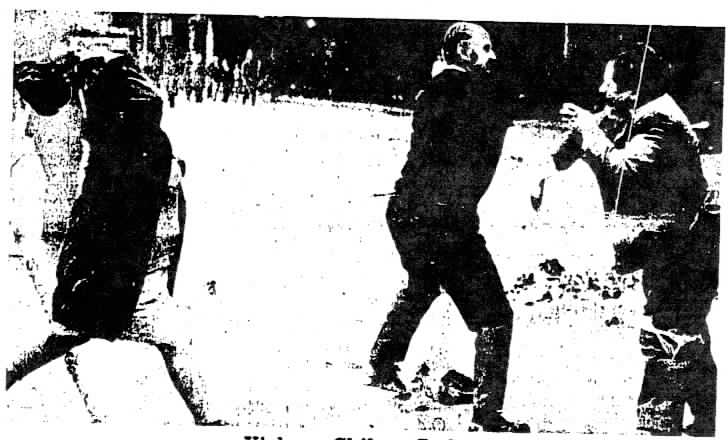
Hechos de violencia durante el paro.

Las semanas previas al paro de octubre de 1972 se vieron marcadas por emplazamientos de la oposición hacia la sociedad civil en diversos mítines y actividades de masas. Esto tenía el objetivo de iniciar un proceso de "resistencia civil" al gobierno de la Unidad Popular. Los sectores rupturistas de la oposición buscaban generar un escenario de crisis económica, política y social tendiente a facilitar la participación de las Fuerzas Armadas como forma de romper el equilibrio existente entre las fuerzas del gobierno y la de la oposición. El caso de Alberto Labbé, coronel en retiro desde 1971 y militante del Partido Nacional desde 1972 se constituye como un ejemplo de la vinculación entre exmilitares y sectores políticos de la oposición al gobierno de Allende. En el contexto internacional, Estados Unidos comenzó a interrumpir los créditos, a presionar con la caída del precio del cobre, a aislar financieramente a Chile y a paralizar el pago de las exportaciones chilenas.
En septiembre de 1972, la Confederación Nacional del Transporte Terrestre y la Confederación Nacional de Dueños de Camiones le exigen al gobierno establecer el control de precios de neumáticos y combustibles amenazando con una paralización en caso de no ser respondida su demanda. La Confederación Nacional de Dueños de Camiones agrupaba al número de 40.000 integrantes, reunidos en 165 sindicatos de camioneros mientras que León Vilarín, su dirigente, contaba con el apoyo del Partido Demócrata Cristiano, del Partido Nacional, la difusión mediática del medio de prensa El Mercurio y el financiamiento de la Agencia Central de Inteligencia de Estados Unidos (CIA).
El gobierno de la Unidad Popular había formado una comisión donde participaban los ministros de Obras, Defensa y Hacienda, para discutir la creación de una empresa de transportes estatal en la Región de Aysén. Esta situación motivó a la Confederación Nacional de Dueños de Camiones a paralizar sus actividades la madrugada del 9 de octubre de 1972. Mientras que el gobierno proponía el desarrollo de una empresa estatal de transportes en la región, la Corporación Nacional del Fomento planteaba crear una empresa de transporte mixta con participación de capitales privados y estatales.
El paro de octubre rápidamente concitó el apoyo y la solidaridad de taxistas, comerciantes, pequeños, medianos y grandes empresarios y representantes de la oposición política. Diversos gremios profesionales se plegaron al paro, dentro de los que se encontraban colegios médicos, de abogados, de ingenieros, de dentistas así como la Federación de Estudiantes Secundarios (FESES). Dentro de las organizaciones patronales que se plegaron al paro destaca la Sociedad Nacional de Agricultura (SNA), liderada por el militante de Patria y Libertad Benjamín Matte Guzmán, la Cámara de Comercio, la Confederación de la Producción y el Comercio y la Confederación Nacional Única de la Pequeña Industria y Artesanado. En esta coyuntura, se registran acciones de sabotaje por parte de miembros de Patria y Libertad, como el apedreo de tiendas, el intento de toma de un supermercado en Santiago, el corte de caminos urbanos y rurales, y atentados contra instalaciones eléctricas, oleoductos, vías férreas y puentes.De la misma forma, los bloqueos de rutas se extendieron afectado la producción y el abastecimiento, agravando la crisis económica.
La respuesta del gobierno consistió en decretar zona de emergencia en algunas zonas del país, la detención de los dirigentes del paro, en forzar la apertura de los locales comerciales cerrados y en promulgar la Ley de Control de Armas. Con respecto a la primera medida, el 18 de octubre de 1972, el gobierno decretó zona de emergencia en 18 provincias del país. Apelando a la Ley de Seguridad Interior del Estado, se detuvo a los dirigentes del paro.Mediante la Dirección de Industria y Comercio, el gobierno tomó la determinación de abrir los comercios paralizados y de requisar los productos.La Ley de Control de Armas fue aprobada en este contexto. Sin embargo, señala Dietz (2017), esta ley fue usada en la práctica por las Fuerzas Armadas para facilitar el allanamiento de fábricas, locales y empresas y contra organizaciones de izquierda. De forma similar, Cárcamo (2013) plantea que la aplicación de esta ley fue usada por las Fuerzas Armadas principalmente contra la izquierda política y no contra las acciones de Patria y Libertad.
Durante el paro de 1972, se conformó el Movimiento Patriótico de Recuperación Gremial (MOPARE), organizado por 500 dueños de camiones o choferes leales al gobierno de la Unidad Popular para facilitar el abastecimiento y la conectividad del país. También el gobierno dispuso a la empresa de ferrocarriles para tal fin. 
Los camioneros enviaron sus demandas en lo que se conoció como el «pliego de Chile», donde se exigía el fin de las clausuras radiales, la banca única, el ahogamiento de la papelera y otras peticiones similares. El paro solo se detuvo con el ingreso de miembros de las Fuerzas Armadas a los Ministerios: el comandante en jefe del ejército, Carlos Prats, en Interior; el contralmirante Ismael Huerta en Obras Públicas, y el general de Brigada Claudio Sepúlveda en Minería. Este gabinete duró hasta las elecciones parlamentarias de marzo de 1973.

### El desarrollo de los cordones industriales
En respuesta al paro patronal iniciado por organizaciones como la Cámara de Comercio y la Confederación de la Producción y el Comercio, se incrementan ampliamente las tomas de fábricas. Anteriormente, también se habían registrado tomas de unidades productivas, pero éstas se aumentaron en gran medida a partir de octubre de 1972 con el fin de "asegurar la continuidad del proceso productivo bajo control obrero y la defensa del gobierno".Tras el paro patronal, surgen los Cordones Industriales que eran agrupaciones de fábricas y empresas que coordinaban las acciones y tareas de los trabajadores de una misma zona.Los Cordones Industriales mantenían contacto para coordinar acciones de protesta conjunta o para intercambiar materias primas para llevar adelante la producción. 

## El gobierno de Allende desde 1973 hasta el golpe de Estado

### El intento de desarrollo de la Escuela Nacional Unificada (ENU)
En enero de 1973, se publica el Informe sobre la Escuela Nacional Unificada de la mano del Ministerio de Educación. De acuerdo al documento mencionado anteriormente, el proyecto de la Escuela Nacional Unificada (ENU) se alineaba con la construcción de una sociedad socialista humanista bajo los siguientes objetivos:
- Desarrollo de las fuerzas productivas
- Superación de la dependencia económica, tecnológica y cultural
- Establecimiento de nuevas relaciones de propiedad
- Desarrollo de una auténtica democracia y justicia social garantizadas por el ejercicio del poder del pueblo

Este sistema ofrecería atención educacional a la población sin importar su edad, pues "en todas las fases del desarrollo individual hay necesidades que pueden y deben ser satisfechas a través de la educación", según señala el informe, bajo el principio de la educación permanente: La ENU tendría las siguientes 10 características, de acuerdo al Informe sobre la Escuela Nacional Unificada
1. Carácter nacional
2. Unificada
3. Diversificada
4. Democrática, pues se gestaría y desarrollaría sobre la base de la participación de la comunidad, combatiría la discriminación en el acceso y permanencia en los estudios y estaría basada en las enseñanzas democráticas de Chile.
5. Pluralista
6. Productiva, porque contribuiría a desterrar la mentalidad consumista e individualista y a desarrollar una productiva y solidaria.
7. Integrada a la comunidad
8. Científica y tecnológica, pues tendría en consideración la importancia de las ciencias naturales y sociales y de la tecnología, reacomodándolas prioritariamente en el currículum.
9. Humanista
10. Planificada

La editorial Quimantú, proyecto dependiente del gobierno de Salvador Allende, realizó pocos meses antes del golpe de Estado de 1973 un diagnóstico de la educación chilena que arrojaba la conclusión de que Chile se encontraba en una crisis educativa. La razones que esbozaba la editorial con respecto al sistema educativo eran las siguientes:
1. Carácter antidemocrático. De cada 1000 hijos de trabajadores que ingresaban a la educación básica, solo 3 entraban a la educación superior.
2. Desigual en oportunidades. A pesar de que entre 1970 y 1973 habían ingresado casi un millón de alumnos al sistema educativo, la gran mayoría no terminó su educación.
3. Excesivamente teórica, donde la educación técnica era considerada como subalterna.
4. No concordante con las necesidades productivas para salir del subdesarrollo.
5. Tendiente al desequilibrio en la absorción de profesionales egresados
6. Rígida, pues dificultaba la reintegración de personas al sistema
7. Conservadora, pues no asumía los avances científico-tecnológicos ni la necesidades formativas de trabajadores y profesionales
8. Compartimentada, donde los subsistemas no contaban con una espina dorsal que las articulara
9. Individualista, pues promovía la competitividad entre estudiantes mediante notas basadas en rendimiento individual y no de grupo
10. Autoritaria en términos del gobierno educacional, pues las comunidades no participaban

El 4 de noviembre, Allende asumió la presidencia en el Congreso Nacional. Después se dirigió a la catedral para asistir al Te Deum ecuménico celebrado por todas las iglesias de Chile.
La cabeza económica del gobierno fue Pedro Vuskovic, quien llevaría a cabo el plan de transición del capitalismo al socialismo. Estas acciones combinaban políticas económicas socialistas con otras que se enfocaban a obtener una rápida reactivación económica tras una drástica redistribución de la riqueza y contenía tres ejes: la nacionalización del cobre, una reforma agraria y la creación del Área de Propiedad Social (APS), que estaba conformada por las principales empresas monopólicas de la banca, del sector industrial y de la distribución. La estatización de las empresas se llevó a cabo con el uso de ciertos resquicios legales (el Decreto Ley N.º 520, de 1932), que databan de la República Socialista y que cayeron en el olvido, aunque mantenían su valor legal. El proceso consistía en que cuando alguna empresa considerada clave de la economía detenía la producción, el Estado la podía intervenir para que volviera a producir. El sistema fue juzgado ilegal por la oposición, pero fue sancionado como legal por la Contraloría General de la República.
También se utilizaba el sistema de compras de acciones a través de la Corporación de Fomento de la Producción (Corfo) cuando la empresa era una sociedad anónima.
La nacionalización de la minería se llevó a cabo en cambio con el apoyo unánime de todos los sectores políticos, siendo aprobada su Ley (N° 17.450 promulgada el 15 de julio) por unanimidad en el Congreso Nacional. A las empresas mineras se les pagaría una indemnización, pero restándole las «utilidades excesivas» que habrían obtenido durante los últimos años, gracias a los bajos (o nulos) impuestos que pagaban, según de una rentabilidad "razonable" del 10% a partir de 1955. Por este sistema, las empresas Anaconda y Kennecott no recibieron un solo peso, y terminaron debiéndole al estado chileno cifras millonarias. En un discurso durante su visita a Nueva York en 1972 en el marco de una reunión ante las Naciones Unidas, Allende respaldaba la Nacionalización del Cobre argumentando que las empresas mineras norteamericanas Kennecott y Anaconda habían obtenido ganancias cercanas a los 4 mil millones de dólares en las últimas décadas. [cita requerida]
La nacionalización de la minería del gobierno de Allende enfureció al gobierno de los Estados Unidos y motivarían a Richard Nixon y su secretario de Estado, Henry Kissinger, a promover un boicot contra el gobierno de Allende mediante la negación de créditos externos y la petición de un embargo al cobre chileno. Dos años después del golpe militar que puso fin al gobierno de Allende, la Junta Militar de Gobierno pagó una indemnización de US$250.000.000 a la empresa Anaconda Copper Mining Company, propiedad de las familias Rockefeller y Rothschild.
Sin embargo, la mala disposición de los Estados Unidos en contra del gobierno de Allende empezó mucho antes de la nacionalización de la minería. El gobierno de los Estados Unidos había tratado de impedir que Allende fuera elegido presidente antes de la elección presidencial de 1964. Documentos desclasificados muestran que entre 1962 y 1964, la CIA financió la campaña de Frei con $2.6 millones de dólares y gastó $3 millones de dólares en propaganda anti allendista para asustar a electores en contra de la coalición FRAP de Allende. La CIA consideró que su rol en la victoria de Frei en 1964 fue un gran éxito. La CIA argumento que la ayuda financiera, la ayuda con la estructura organizativa de la campaña de Frei, el apoyo dado a Durán para que mantuviera su candidatura a sugerencia de Frei (para evitar que un porcentaje de sus electores votaran por Allende), y la propaganda para denigrar a Allende fueron "ingredientes indispensables para el éxito de Frei". La CIA llegó a la conclusión de que sin la ayuda encubierta de los Estados Unidos las probabilidades de que Frei triunfara hubieran sido mucho menores y dudaron que el progreso de su campaña electoral hubiera sido tan bueno sin esta ayuda.
Obligado a buscar fuentes alternativas de comercio y finanzas, Chile obtuvo compromisos de la Unión Soviética para invertir unos $ 400 millones en Chile en los próximos seis años.
El gobierno de Allende estaba decepcionado de haber recibido mucha menos ayuda económica de la Unión Soviética de lo que esperaba. El comercio entre los dos países no aumentó significativamente y los créditos se vincularon principalmente a la compra de equipos soviéticos. 
Además, los créditos de Rusia fueron mucho menores que los proporcionados por China y los países de Europa del Este. Cuando Allende visitó la Unión Soviética a fines de 1972 en busca de más ayuda y líneas de crédito adicionales, fue rechazado. El historiador Christopher Andrew afirma, basándose en las notas escritas a mano del presunto archivero de la KGB Vasili Mitrojin, de que Allende estaba conectado a la KGB. Sin embargo, la creencia de que Allende era un agente de la KGB no es universal.
Las declaraciones del General de la KGB Nikolái Leonov, exjefe Adjunto de la Primera Dirección Principal del Comité de Seguridad del Estado de la KGB, establecen que la Unión Soviética apoyó al gobierno de Allende económica, política y militarmente. Leonov declaró en una entrevista en el Centro de Estudios Públicos (CEP) que el apoyo económico soviético incluyó más de $100 millones en crédito, tres barcos de pesca (que distribuyeron 17.000 toneladas de pescado congelado a la población), fábricas (como ayuda después del Terremoto de Illapel de 1971), 3.100 tractores, 74.000 toneladas de trigo y más de un millón de latas de leche condensada.
Para profundizar la reforma agraria, se siguió utilizando la ley de reforma agraria de Eduardo Frei, que tenía varios vacíos legales que la Unidad Popular aprovechó, propiciando la «toma de tierras» por los campesinos, haciendo que la Corporación de la Reforma Agraria (CORA) expropiara los fondos. A finales del año 1971, se llevó a cabo la expropiación de más de dos millones de hectáreas. Estas tomas empezaron a adquirir ribetes más y más violentos por los enfrentamientos entre terratenientes y campesinos. El primer muerto fue Rolando Matus, pequeño agricultor que murió a balazos cuando defendía una propiedad mínima en el sur de Chile contra quienes intentaban ocuparla por la fuerza. La derecha lo convirtió en un mártir, bautizando con su nombre a una de las brigadas de choque. [cita requerida]
La congelación de precios y el aumento de sueldos debieron provocar inflación, pero en Chile un 20% de la capacidad productiva estaba ociosa y, antes de subir los precios, los comerciantes aprovecharon esa capacidad, generando crecimiento económico. Además, en el pensamiento de los economistas de la Unidad Popular, las emisiones de dinero tenían un lapso de tiempo durante el cual no producían inflación, al menos momentáneamente.
Funcionó, al menos el primer año, en que se dobló el dinero, la inflación fue baja y el Producto interno bruto creció un 8%. También ayudó a la promoción de la UP que el poeta nacional Pablo Neruda, militante comunista, obtuviera el Premio Nobel de Literatura ese mismo año. Con este clima, la Unidad Popular alcanzó un 49,731% de los votos en las elecciones municipales.
Al finalizar el año 1971, aparecerían los primeros problemas económicos. El déficit presupuestario creció a un ritmo acelerado, del 3,5 % del PGB en 1970 paso a 9,8 en 1971; la política monetaria se descontrola al crecer en un 124% el crédito del sector público; cae el nivel de reservas internacionales de 394 millones de dólares (1970) a 163 (1971), por lo que el gobierno de la Unidad Popular suspende el servicio de la deuda externa; la balanza comercial paso de un superávit de 95 millones al iniciar el gobierno a un déficit de 90 millones, tras la abrupta caída del precio del cobre; a causa del incremento de los salarios reales y los controles de precio, se produjo una contracción de las utilidades corporativas; aparecen las primeras señales de desabastecimiento en el segundo trimestre de 1971, que concluyó con la aparición de un floreciente mercado negro.

## Últimos años

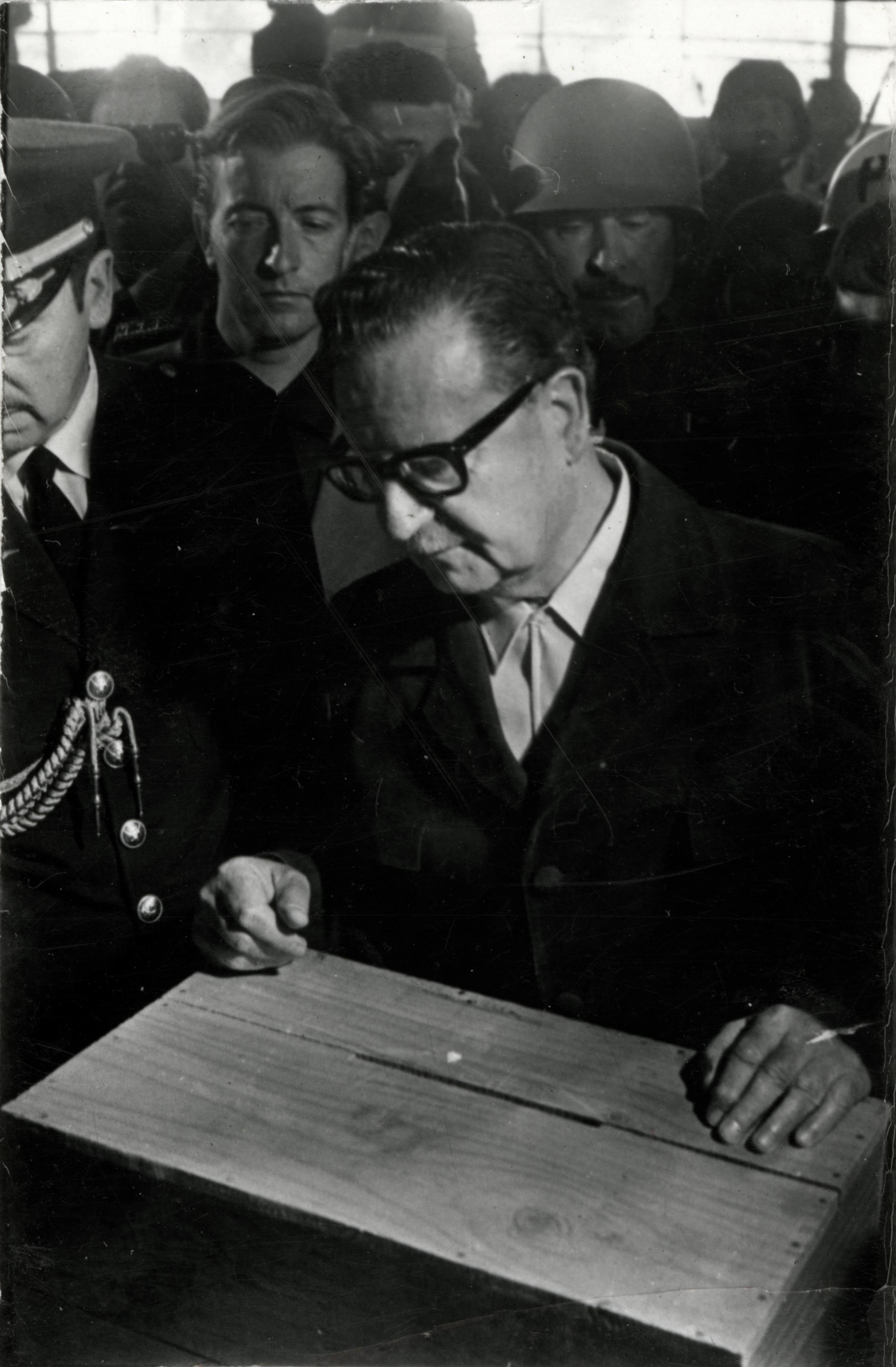
Salvador Allende votando en las elecciones parlamentarias de 1973

En marzo de 1973, se produjeron las elecciones parlamentarias. La oposición, agrupada en la CODE (Confederación de la Democracia), deseaba obtener dos tercios del Congreso. Si lo lograba, podría emitir una acusación constitucional contra Allende y destituirlo de la presidencia, pero la UP logró el 43,5% de los votos y la CODE el 54,6%. Los partidos de la Unidad Popular, al presentarse en una lista única, consiguieron aumentar su representación en tres diputados y un senador. Allende, buscando una solución a la crisis, intentó un acercamiento con la DC que no fructificó. [cita requerida]
El proyecto de reforma constitucional Hamilton-Fuentealba presentado por los parlamentarios de oposición, y que ponía trabas al plan estatizador masivo de la UP, fue aprobado por la cámara de diputados pero que fue vetado inmediatamente por el ejecutivo sin mediar explicaciones.[cita requerida]
Acuerdos con la DC no se concretaron debido a la oposición del PS (Partido Socialista de Chile). En cambio su compañero de alianza, el Partido Comunista, trabajó por el entendimiento. El PS, junto a Carlos Altamirano, comenzó a crear graves problemas a Allende con sus acciones transversales y discursos encendidos.[cita requerida]
Otro intento de acercamiento fue propuesto por el cardenal Raúl Silva Henríquez, propiciando un diálogo entre Allende y el presidente de la DC, Patricio Aylwin, para buscar un acuerdo que pudiera hacer superar esta situación. Pero el diálogo no prosperó. Según el cardenal, el fracaso en la búsqueda de consenso se debió a la intransigencia de la UP, y a la oposición al diálogo que manifestó Eduardo Frei, y la exigencia de Patricio Aylwin de ministros militares con poderes muy amplios, que dejarían fuera del poder a los partidos de la UP.
A Allende no le quedan muchas opciones. Consideraba que si el golpe de Estado todavía no se daba, era porque el recuerdo del comandante René Schneider y su doctrina (según la cual las Fuerzas Armadas deben apegarse estrictamente a la Constitución y las leyes) lo detenía. Sectores civiles opositores al gobierno se manifestaron frente a los cuarteles arrojando trigo y maíz e insinuándoles que eran gallinas. Sin embargo, el comandante en jefe era Carlos Prats, quien no se hubiera plegado a un golpe de Estado, por lo que si las otras ramas de las fuerzas armadas lo intentaban, se podrían finalmente enfrentar al Ejército y devenir en una guerra civil. El Partido Comunista lanzó entonces su campaña «No a la Guerra Civil».
Pero en esos mismos instantes críticos, Carlos Altamirano, secretario general del PS, decía: «El golpe no se combate con diálogos, se aplasta con la fuerza del pueblo».
La violencia callejera se volvió cada vez más intensa, acercándose a la barrera de los 100 muertos por violencia política durante el gobierno de Allende. Un nuevo foco de violencia se creó entre el estudiantado por el proyecto de la Escuela Nacional Unificada (ENU), el que deseaba cambiar la educación en Chile: de una basada en los valores del capitalismo a una con valores del «hombre nuevo» del socialismo. Este plan también integraría una «educación permanente» y, aunque el proyecto se encontraba «en pañales», se produjo una violenta reacción de sectores estudiantiles liderados por fuerzas de derecha. La FEUC (Federación de Estudiantes de la Universidad Católica) llamó a defender la libertad educacional contra el «instrumento de concientización política del marxismo», por lo que se enfrentaron en luchas callejeras con agrupaciones de las Juventudes Socialista y Comunista. La Feses (Federación de Estudiantes Secundarios) se dividió entre los que apoyaban la ENU, entre ellos el dirigente Camilo Escalona, y los que la rechazaban, encabezados por Miguel Salazar. Finalmente, el proyecto fue retardado por petición del cardenal.
Pero el conflicto educacional no fue el único tema de división: el desabastecimiento, las JAP, la reforma agraria, las «tomas de tierras», los grupos armados, los cordones industriales, etc., son todos motivos de discordia entre los chilenos.[cita requerida]
El 11 de junio, el Congreso aprobó la reforma constitucional Hamilton-Fuentealba por 106 votos, la cual volvió inexpropiables los predios inferiores a 40 ha y dio garantías a los comerciantes y transportistas. Allende se negó a promulgar toda la reforma argumentando que la ley auto-expropiara cualquier hectárea que supere el mínimo establecido y se limitó a publicar aquella parte en la que no tienen grandes diferencias la DC con la UP. Se basó en la facultad que tiene el presidente de vetar una ley y esta debe ser aprobada por ⅔ de los votos para sobrepasar el veto. La oposición consideró este acto inconstitucional y la Contraloría General de la República le dio la razón, generándose un conflicto entre las atribuciones del Ejecutivo, la Contraloría y la poder Legislativo. El Partido Nacional en un comunicado declaraba que el presidente de la república, al no promulgar la reforma constitucional o llamar a un plebiscito para dirimir el conflicto, se había puesto fuera de la constitución, advirtiendo que «el señor Allende ha violado en forma deliberada y sistemática su promesa solemne de respetar y hacer cumplir la Constitución y las Leyes. Fue esa promesa solemne la que le permitió ser elegido Presidente de Chile por la mayoría del Congreso Nacional. A la luz del derecho y la moral, nadie está obligado a respetar ni obedecer a un gobierno que deja de ser legítimo».
El 27 de junio, el General Carlos Prats presentó su renuncia ante el presidente, el cual la rechazó. Después de un confuso incidente ocurrido mientras viajaba en su vehículo, en el cual desde otro automóvil comenzaron a insultarlo, y al no lograr evadirlos, recordando lo ocurrido con el general Schneider, terminó con el general disparándole al automóvil. [cita requerida]
El 29 de junio, el regimiento blindado N° 2, al mando del coronel Roberto Souper, protagonizó un levantamiento militar contra el gobierno, usando varios tanques, un porta tanques y dos camiones con 40 hombres cada uno.
Los sublevados intentaron tomar el Palacio de la Moneda, enfrentándose a las Fuerzas de la Guarnición dirigidas por el comandante en jefe Carlos Prats en persona, el cual puso en riesgo su vida para obtener la rendición de los sublevados. Los miembros de Patria y Libertad, que estimularon el golpe, se asilaron en la embajada ecuatoriana. El resultado final de este intento fue conocido como «tanquetazo», que dejó 20 muertos, de los cuales gran parte fueron civiles.
Alarmado, Allende llamó nuevamente a los uniformados a integrar el gabinete, en esta ocasión con los cuatro miembros máximos de las Fuerzas Armadas, mientras planeó su última arma para salir de la crisis: un plebiscito.[cita requerida]
A mediados de 1973, la URSS había aprobado la entrega de armas (artillería, tanques) al Ejército de Chile. Sin embargo, cuando las noticias del intento del Ejército de deponer a Allende a través de un golpe de Estado llegaron a los funcionarios soviéticos, el envío fue redirigido a otro país.

## El fallido plebiscito
Allende planeó convocar a un plebiscito acerca de su permanencia en el cargo de Presidente. Según uno de sus asesores personales, el abogado Joan Garcés, quien estuvo con el mandatario la jornada anterior, durmió en la Casa Presidencial y lo acompañó en el palacio de La Moneda el día del golpe de Estado, el referéndum se iba a anunciar el mismo 11 de septiembre de 1973 en un discurso en la Universidad Técnica del Estado, actual Universidad de Santiago de Chile. También consideraba el anuncio un paquete de medidas económicas de emergencia para mantener a su gobierno en 1974. El plebiscito habría consultado a los chilenos sobre su mandato y el presidente habría renunciado si el resultado le hubiese sido negativo. Si el resultado del plebiscito hubiese sido a favor de la permanencia de Allende en la Presidencia, presumiblemente habría disminuido la probabilidad de un golpe de Estado. Si el resultado del plebiscito hubiese sido adverso a Allende, se habría retirado con la cabeza en alto por dejar su mandato por designio de la ciudadanía y no por las presiones opositoras.
Vial estima que Allende sí tenía la intención de convocar un plebiscito. Según este autor, el problema del Presidente estaba en los partidos de la Unidad Popular, que no habrían aceptado la idea del plebiscito. El Partido Socialista sostenía que "sería una renuncia a los logros alcanzados". Apoyaban la posición socialista una fracción del MAPU y la Izquierda Cristiana dentro del comité y el MIR se indignó tanto con la idea que sus integrantes dejaron de llamarlo "compañero", refiriéndose a él en adelante como "señor". El único baluarte de Allende era, en esos momentos, el Mapu Obrero y Campesino (sección moderada), el Partido Radical y principalmente el Partido Comunista, que compartía su idea de la "vía pacífica al socialismo". Intentó nuevamente la idea del plebiscito a inicios de septiembre, pero la intransigencia del Partido Socialista se mantuvo. Una gestión de Orlando Letelier (ministro de Defensa) convenció al PS para que retirase su veto. Allende podría finalmente convocar al plebiscito, pero la gestión de Letelier ocurrió en la noche del 10 de septiembre.

## Situación económica

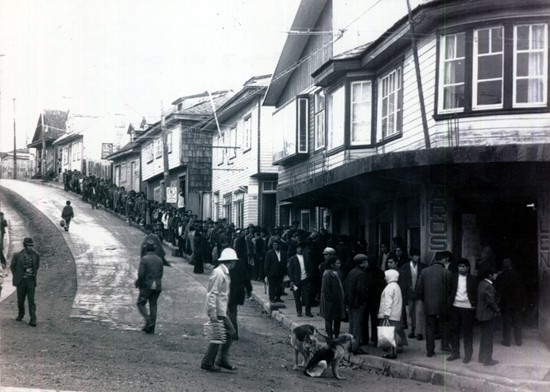
Colas debido al desabastecimiento de productos durante el gobierno de Salvador Allende en 1972.

Durante el primer año del gobierno de la Unidad Popular, se alcanzó una redistribución considerable del ingreso, se redujo la cesantía y aumentó tanto la producción como el consumo. Más específicamente, la producción industrial se incrementó en un 14% entre julio de 1970 y julio de 1971, los salarios subieron en un 55%, la inflación anual descendió de un 35% a un 20% y el producto interno bruto aumentó en un 8,3%. De forma opuesta, desde el segundo año de mandato de Salvador Allende, la inflación se incrementó, situación que se sumó a las acciones conspirativas externas e internas, a la caída del precio del cobre y el descenso de la producción general debido al estado de movilización general de los sectores de la sociedad chilena.
La economía había dejado de crecer. El incremento de las remuneraciones del sector público, la expansión de los subsidios a las empresas públicas y el deterioro de la recaudación tributaria, no adaptada a un ambiente inflacionario, generan un creciente déficit público de magnitud impresionante. Todo este gasto se financió mediante emisiones monetarias inorgánicas del Banco Central. El resultado fue un incremento de la contabilidad total de dinero circulante del 173% en 1972 al 413% en 1973. La contracción del país llegó a ser de un -1,21% en 1972 y un -5,57% en 1973, la inflación llegó en 1972 a un 225% y en 1973 a un 606%, el más alto en la historia de Chile  (ver: estanflación), cayeron los salarios reales un -11,3% en 1972 y un -38,6% en 1973, el déficit llegó al 25% del PGB (Producto Geográfico Bruto) y la deuda externa aumentó a 253 millones de dólares.[cita requerida]
La fijación oficial de precios trajo consigo la escasez y el «mercado negro», donde se vendían los productos a precios multiplicados. La fijación gubernamental de precios - prohibiendo el sistema de precios libre - y el estancamiento económico causaron la desaparición de productos básicos de consumo en almacenes y supermercados, provocando largas colas de gente para obtener sus mercancías. [cita requerida] Esto se dio también por influencia de diversos grupos económicos que a partir del acaparamiento de productos básicos generaron un clima de especulación y sabotaje a las políticas de fijación de precio. Esto puede entenderse debido a que no existió una baja la producción durante la presidencia de Allende. Para enfrentar el desabastecimiento, el Gobierno creó las JAP (Juntas de Abastecimiento y Control de Precios).

## La posición de las Fuerzas Armadas y de Orden
Durante los años previos a la asunción de Allende, el pensamiento de las Fuerzas Armadas se había nutrido de forma significativa por la Doctrina de Seguridad Nacional, un acopio de ideas provenientes del campo del estudio militar difundidas por Estados Unidos y que pretendía unificar doctrinalmente el continente americano en la Guerra Fría. Paralelamente, el Ejército en particular contaba con una tradición anticomunista, que le hizo generar roces con el gobierno de la Unidad Popular. Esta tendencia de las Fuerzas Armadas, no obstante, puede ser trazada hasta antes del gobierno de Salvador Allende. Tanto la renuncia masiva de alrededor de 80 oficiales desde la Academia de Guerra del Ejército en 1968 como el Tacnazo de 1969 durante el gobierno de Eduardo Frei Montalva se perfilan como ejemplos de esta situación.
Los sucesos acaecidos durante el gobierno de Allende hicieron patente la existencia de dos posturas al interior de las Fuerzas Armadas. La primera, la constitucionalista, también denominada "Doctrina Schneider" y la postura golpista. Con relación a esta última, miembros del Ejército y de la Armada, activos y en retiro, mantuvieron contactos estrechos con la organización Patria y Libertad, formada en 1971. El ex general Roberto Viaux participó en el primer acto público de esta organización, donde se le rindieron homenajes. En esta misma línea de colaboración, la preparación paramilitar y de defensa de militantes de Patria y Libertad fue impartida en muchos casos por ex oficiales de las Fuerzas Armadas.

La política que desplegó el gobierno de la Unidad Popular hacia las Fuerzas Armadas se sustentó en asegurarles el nivel de equipamiento apropiado así como un sistema de remuneraciones, promociones y jubilaciones que garantizaran "a oficiales, suboficiales, clases y tropas la seguridad económica durante su permanencia en las filas y en las condiciones de retiro y la posibilidad efectiva para todos de ascender atendiendo sólo a sus condiciones personales". No obstante, estas medidas no fueron capaces de hacer frente a la politización preexistente en ellas. A su vez, la falta de una línea coherente que apuntara políticamente a las Fuerzas Armadas por parte del gobierno de la Unidad Popular obedecía a la sobrevaloración de su carácter profesional y "apolítico". Esta apreciación se vislumbra en el mensaje presidencial del 21 de mayo de 1971, donde Salvador Allende afirma lo siguiente:  
Los escépticos y los catastrofistas dirán que no es posible. Dirán que un Parlamento que sirvió tan bien a las clases dominantes es incapaz de transfigurarse. Aún más, enfáticamente han dicho que las Fuerzas Armadas y Carabineros, hasta ahora sostén del orden institucional que superaremos, no aceptarían garantizar la voluntad popular decidida a edificar el socialismo en nuestro país. Olvidan la conciencia patriótica de nuestras Fuerzas Armadas y Carabineros, su tradición profesional y su sometimiento al poder civil... Afirmo que las Fuerzas Armadas chilenas y el Cuerpo de Carabineros, guardando fidelidad a su deber y a su tradición de no interferir en el problema político, serán el respaldo de una ordenación social que corresponde a la voluntad popular expresada en los términos que la Constitución establezca. 

### La Armada
En el caso de la Armada, la Cofradía Náutica del Pacífico Austral, sociedad secreta formada en 1968, fue una de las principales organizaciones donde se planificó el golpe de Estado de 1973. Como parte de la cofradía, se reunían periódicamente altos oficiales navales como José Toribio Merino, Patricio Carvajal, José Radic Pardo y civiles como Agustín Edwards, Roberto Kelly y Fernando Léniz. Posteriormente, en 1972 se incorporan el general del Ejército Sergio Arellano y el general de Carabineros Arturo Yovane. Mientras se planificaba el golpe, y desde 1972, oficiales de la Armada empiezan a lanzar proclamas golpistas al interior de los buques y a tantear la posición de sus subalternos con respecto al gobierno de Allende.
Como parte de los planes golpistas de la oficialidad de la Armada, este sector mantuvo estrechos vínculos con organizaciones políticas anticomunistas. En 1972, oficiales de la Armada mantuvieron reuniones con Roberto Thieme, uno de los principales líderes de Patria y Libertad, en las que le pidieron que su organización contribuyera volando vías férreas, oleoductos y carreteras en puntos específicos de modo que no quebrara el paro de camioneros. La propia Armada le indicaría los objetivos y les proporcionaría explosivos. Ese mismo año, un comando de Patria y Libertad realiza un lanzamiento frustrado de una bomba explosiva en la casa del almirante Ismael Huerta, quien era sospechoso de ser constitucionalista. Otra versión, señala que en realidad se trató de un autoatentado. Al igual que en el caso anterior, este comando estaba operativamente vinculado a la Armada. En último lugar, se presume que el asesinato del edecán naval de Salvador Allende, Arturo Araya Peeters, fue perpetrado por la propia Armada, pues por su sentido legalista y de lealtad al presidente podía dar a conocer prematuramente el plan golpista. Igualmente, en este asesinato se vieron involucrados miembros escindidos de Patria y Libertad, según los dichos del propio Roberto Thieme, y miembros del Comando Rolando Matus, del Partido Nacional. Estas acciones tenían el objetivo de debilitar la percepción de apoyo y la gobernabilidad del gobierno de Allende y de generar una atmósfera de caos y desorden para facilitar el golpe de Estado del 11 de septiembre.
Por otro lado, a mediados de 1973, grupos de marinos y operarios se organizaron en las escuelas, buques y bases de Valparaíso y Talcahuano para transmitirles la información de los planes golpistas de la oficialidad a los autoridades del gobierno de Salvador Allende y a algunos partidos políticos de izquierda de ese entonces, Los representantes de estos grupos de marinos de tropa de la Armada sostuvieron reuniones con Carlos Altamirano (PS) y con los dirigentes políticos Óscar Garretón (MAPU) y Miguel Enríquez (MIR) para informarles la situación y para establecer líneas de acción. Producto de esta situación, la fiscalía militar dispuso la detención de entre 200 y 300 efectivos de tripulación, personal de escuelas y civiles asimilados entre julio y agosto de 1973 acusados de subversión y sedición en la Armada. De este grupo, 83 fueron torturados en cuarteles y buques y condenados a penas de entre 2 a 5 años de presidio por el delito frustrado de sedición, de acuerdo al Código de Justicia Militar. La denuncia pública fue hecha el propio agosto de 1973 en una misiva pública firmada por 33 marineros torturados denominada Carta de los marineros torturados a Salvador Allende y a los trabajadores de Chile. Tras cumplir su pena en prisión o tras ser beneficiados de la Ley de Amnistía dictada por Augusto Pinochet en 1978, la mayoría de ellos abandonó Chile exceptuando el marinero Ernesto Zúñiga Vergara y el ex-cabo Alberto Salazar Briceño, quienes posteriormente pasarían a conformar las filas del MIR durante la dictadura. Mientras ocurría la detención de los marineros, y en miras de la ejecución del golpe de Estado, la Armada pone en marcha el "Plan Cochayuyo" para acuartelar la infantería de marina y hacer los movimientos de tropas orientados al golpe de Estado sin llamar la atención de las fuerzas de los partidos de la Unidad Popular.

### La Fuerza Aérea
Al interior de la Fuérza Aérea de Chile (FACH), desarrolló durante agosto de 1973 el denominado "Plan de Defensa 1-73" para la base aérea de Cerrillos y la conformación de la Compañía de Antinsurgencias. En el caso del primero, éste contemplaba una respuesta frente a una "eventual acción subversiva de parte de los Cordones Industriales de la zona". Asimismo, la primera de las operaciones dirigidas a ejecutar el golpe de Estado, la "Operación Silencio", quedó a cargo del director de Comunicaciones de la FACH, Francisco Herrera Latoja, junto a un representante de la Armada y uno del Ejército, y tenía como objetivo sacar del aire a las estaciones radiales afines al gobierno de la Unidad Popular y a Salvador Allende el día que se ejecutara el golpe de Estado.
De acuerdo al testimonio del entonces capitán de la Fuerza Aérea Jorge Silva Ortiz, existió un plan al interior de la FACH para asesinar a Salvador Allende antes de que asumiera.

### El Ejército
En agosto de 1972, diversos informes que fueron remitidos por la estación de la Agencia Central de Inteligencia de Estados Unidos (CIA) en Santiago, narraban las reuniones sostenidas entre sectores empresariales y militares. Dentro de los militares contactados por el Frente Nacional del Sector Privado (FRENAP), se encontraba Alfredo Canales, director de instrucción del ejército chileno. Frente a la petición de Moisés Guzmán, presidente del FRENAP, de mantener una coordinación con él que «no dependiera de los partidos políticos», Canales le preguntó «qué es capaz de hacer el sector empresarial por los militares». El complot de Canales fue descubierto y desactivado por el alto mando del ejército en septiembre de 1972, cuando comentó sus intenciones a un grupo de almirantes en un encuentro social.
Otra situación conspirativa donde miembros del ejército tuvieron participación contra el gobierno de Salvador Allende ocurrió el 29 de junio de 1973. Ese día, el coronel Roberto Souper del Batallón Blindado N.º 2 lideró el denominado «Tanquetazo», el ensayo del golpe de Estado del 11 de septiembre del mismo año. Durante el levantamiento, una columna de 16 vehículos militares y alrededor de un centenar de militares del batallón cercaron el Palacio de La Moneda y el Ministerio de Defensa y abrieron fuego contra los edificios dejando un saldo de 22 fallecidos y 32 heridos a bala.
El 21 de agosto, una manifestación de esposas de generales se inició frente a la casa de Prats, a la que llegaron también varios oficiales de civil a protestar contra él. Fue insultado y apedreado y, al deshacer la manifestación Carabineros, esta se volvió a organizar. Llegaron al lugar Augusto Pinochet, considerado el «segundo» de Prats, Allende y sus ministros. Todos fueron abucheados. Deprimido y desilusionado, Prats pidió a los generales que reafirmaran su lealtad hacia él; como solo unos pocos lo hicieron, resolvió renunciar a la comandancia en jefe. Recomendó a Allende para el cargo a Pinochet, que tenía una larga hoja de vida como soldado profesional y apolítico.[cita requerida]
El 22 de agosto, la Cámara de Diputados aprobó el Acuerdo sobre el grave quebrantamiento del orden institucional y legal de la República, en que acusaron al Gobierno de haber incurrido en diversas violaciones, tales como aplicar medidas de control económico y político para luego instaurar un sistema totalitario, violar garantías constitucionales, dirigir una campaña de difamación contra la Corte Suprema, violar la libertad de expresión, reprimir con violencia a los opositores e intentar infiltrar políticamente a las Fuerzas Armadas.
El 23 de agosto, se reunieron Allende, Prats y Pinochet en el Palacio de La Moneda. Al finalizar la reunión, Pinochet fue nombrado comandante en jefe del Ejército.[cita requerida] Oficiales de la Armada se reunieron con Altamirano para advertirle de los intentos golpistas, siendo procesados por la Armada. Altamirano lanzó un discurso reivindicando su derecho a recibir informes de cualquiera que denuncie conspiraciones: «Si pudiera, hablaría de nuevo con ellos [...] Si se intenta un golpe, Chile será un segundo Vietnam heroico». Por su parte, la Corte Suprema resolvió responder a la petición de desafuero de Altamirano (pedida por la Armada) el 11 de septiembre.[cita requerida]

## Preparativos del golpe
El Ejército tenía «planes de contrainsurgencia» para el caso de que una subversión sobrepasase a las Fuerzas de Orden (Carabineros). Este plan consistía en que el país estaba dividido en diferentes secciones y para cada una se establecía un plan de acción contra la posible insurgencia. Este plan sería la base prima para los golpistas, que solo tuvieron que adaptarlo a las nuevas circunstancias.[cita requerida]
El problema era el general Prats, que mantenía su lealtad al presidente y tenía a la guarnición de Santiago y al comando de institutos militares en manos de gente cercana (generales Sepúlveda y Pickering).[cita requerida] Se tenía que adelantar el golpe para antes de Fiestas Patrias (18 de septiembre), porque si se retardaba mucho podía ocurrir otro «tanquetazo», que permitiría limpiar de oficiales golpistas la plana del Ejército. Pero Prats, Sepúlveda y Pickering renunciaron en un gesto de solidaridad. El nuevo comandante en jefe era Pinochet, del cual no se sabía si era o no golpista.[cita requerida]
El 7 de septiembre, el almirante Merino envía al comandante general del Cuerpo de Infantería de Marina, contralmirante Huidobro, con una carta escrita en un pequeño papel, el cual comprometía a Pinochet y Leigh a poner sus fuerzas para el 11 de septiembre, y la hora 6.30 en Valparaíso: atrás ellos debían firmar el conforme.[cita requerida]

## Ministros de Estado
| Ministro                                       | Nombre |
| ---------------------------------------------- | --- |
| Ministro del Interior                          | José Tohá González (1927-1974) Alejandro Ríos Valdivia (1901-2000) Hernán del Canto (1940-2013) Jaime Suárez (1931-1993) Carlos Prats (1915-1974) Gerardo Espinoza (1926-2001) Carlos Briones (1914-2000) Orlando Letelier (1932-1976) Carlos Briones (1914-2000) |
| Ministro de Relaciones Exteriores              | Clodomiro Almeyda (1923-1997) Orlando Letelier (1932-1976) |
| Ministro de Economía, Fomento y Reconstrucción | Pedro Vuskovic (1924-1993) Carlos Matus (1931-1998) Fernando Flores (1943-) Orlando Millas (1918-1991) José Cademártori (1930-2024) |
| Ministro de Hacienda                           | Américo Zorrilla Rojas (1910-1992) Orlando Millas (1918-1991) Fernando Flores (1943-) Raúl Montero Cornejo (1914-2000) Daniel Arellano (1918-2015) |
| Ministro de Educación Pública                  | Mario Astorga (1931-) Alejandro Ríos Valdivia (1901-2000) Aníbal Palma (1935-2023) Jorge Tapia (1935-2020) Edgardo Enríquez (1912-1996) |
| Ministro de Justicia                           | Lisandro Cruz Ponce (1911-1997) Manuel Sanhueza (1925-2000) Jorge Tapia Valdés (1935-2000) Sergio Insunza (1919-2014) |
| Ministro de Defensa Nacional                   | Alejandro Ríos (1901-2000) José Tohá (1927-1974) Clodomiro Almeyda (1923-1997) Carlos Prats (1915-1974) Orlando Letelier (1932-1976) |
| Ministro de Obras Públicas y Transportes       | Pascual Barraza (1910-1990) Ismael Huerta (1916-1997) Daniel Arellano (1918-2015) Humberto Martones (1927-2017) César Ruiz Danyau (1918-1990) Humberto Magliocchetti (1918-1993)                                                                                  |
| Ministro de Agricultura                        | Jacques Chonchol (1926-2023) Rolando Calderón (1944-) Pedro Hidalgo (1936-2015) Ernesto Torrealba (1936-1981) Jaime Tohá (1938-) |
| Ministro de Tierras y Colonización             | Humberto Martones (1927-2017) Roberto Cuéllar (1940-) José María Sepúlveda (1917-1988) |
| Ministro de Trabajo y Previsión Social         | José Oyarce (1922-2007) Mireya Baltra (1932-2022) Luis Figueroa (1922-1976) Jorge Godoy Godoy (1922-2013) |
| Ministro de Salud Pública                      | Óscar Jiménez (1915-1994) Juan Carlos Concha Gutiérrez (1933-2025) Arturo Jirón (1928-2014) Mario Lagos (1918-¿?) |
| Ministro de Minería                            | Orlando Cantuarias (1929-2014) Mauricio Jungk (1921-1996) Pedro Palacios (1920-2012) Alfonso David (1921-1992) Claudio Sepúlveda (1933-1989) Sergio Bitar (1940-) Pedro Felipe Ramírez (1941-)                                                                    |
| Ministro de Vivienda y Urbanismo               | Carlos Cortes (1923-1971) Julio Benítez Castillo (1910-1989) Orlando Cantuarias (1929-2014) Luis Matte Valdés (1933-2019) Aníbal Palma (1935-2023) Pedro Felipe Ramírez (1941-)                                                                                   |
| Secretario General de Gobierno                 | Jaime Suárez Bastidas (1931-1993) Hernán del Canto (1940-2013) Aníbal Palma (1935-2023) Fernando Flores Labra (1943-) |